# Parkfriedhof Junkerberg

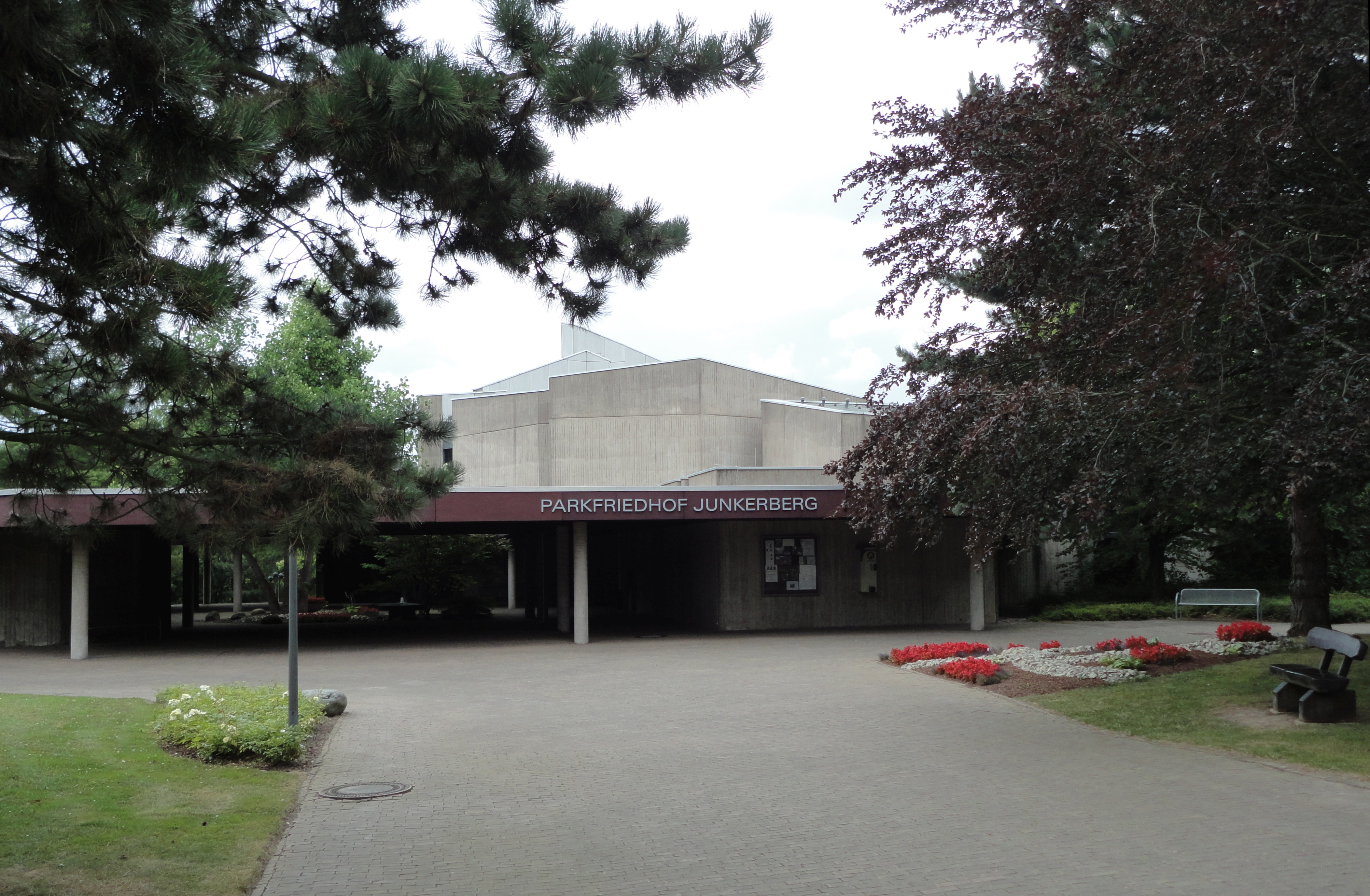
Von Jochen Brandi gestaltetes Hauptgebäude

Der Parkfriedhof Junkerberg oder schlicht Friedhof Junkerberg genannte Friedhof in Göttingen ist die jüngste städtische Bestattungseinrichtung Göttingens. Die Stätte der Sepulkralkultur wurde Ende 1975 eröffnet unter der Adresse Heinrich-Albert-Zachariä-Bogen 12 im Stadtteil Weende. Den zentralen Zugang bildet ein nach Plänen des Göttinger Architekten Jochen Brandi gestalteter Gebäudekomplex, in dem auch das Krematorium eingerichtet wurde.
Die auch als öffentliche Parkanlage nutzbaren Grünflächen umfassen zwei räumlich voneinander getrennte Abschnitte mit einer Gesamtfläche von rund 21 Hektar. In dem zu hohem Erholungswert entwickelten, teils aus verschiedenartigen Hainen, Obstwiesen oder anderen Biotopen gestalteten Park findet sich eine Vielzahl unterschiedlicher Grabstätten, von Erd- und Urnengräbern bis hin zu aufwändig gestalteten Wahlgrabstätten.

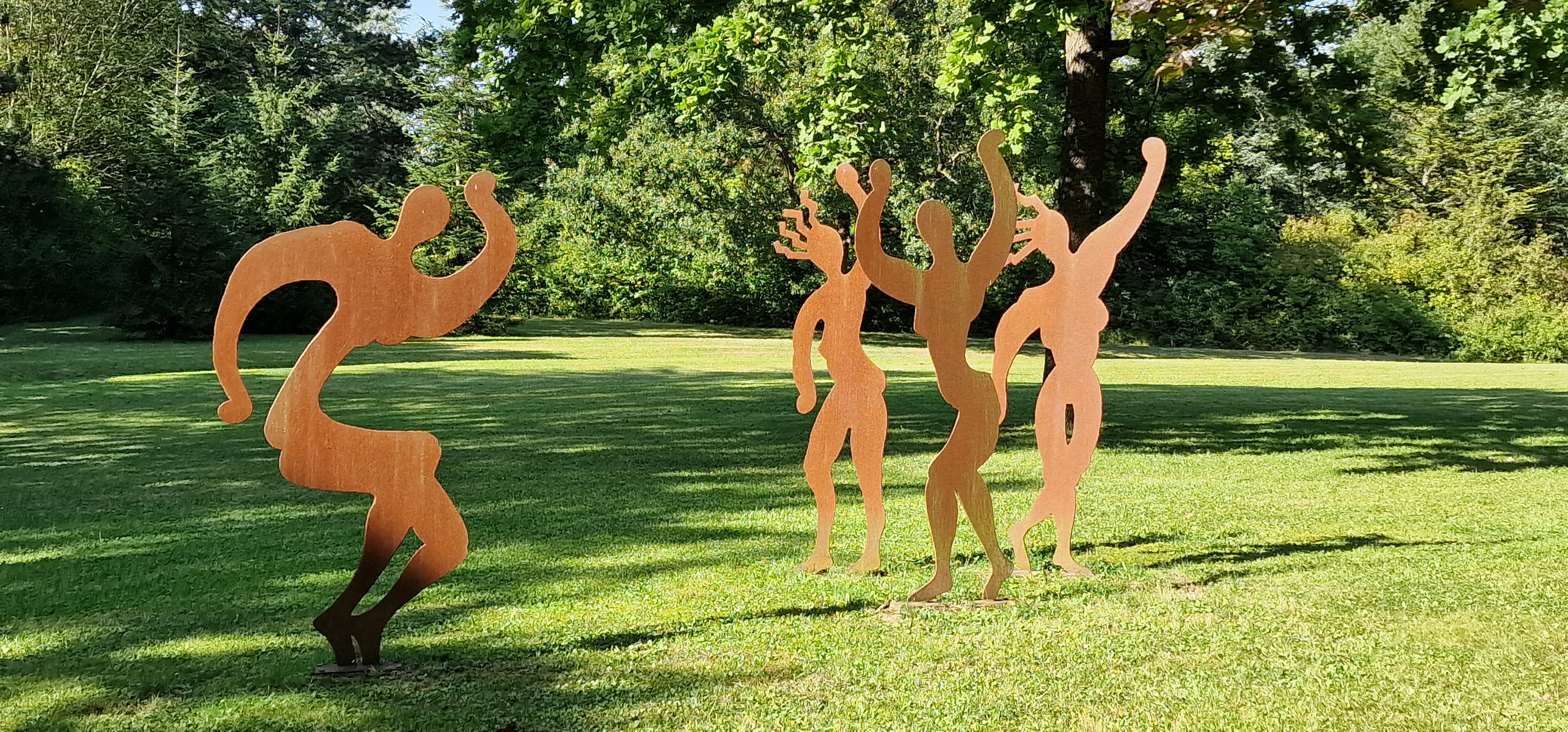
„Experimentelle Stahlskulptur“
von Frank-Helge Steuer

2008 wurde auf dem Parkfriedhof die zuvor auf der Bundesgartenschau 2007 in Gera ausgestellte, aus vier Figuren zusammengesetzte „Experimentelle Stahlskulptur“ des Bildhauers Frank-Helge Steuer installiert.

## Besondere Grabstätten

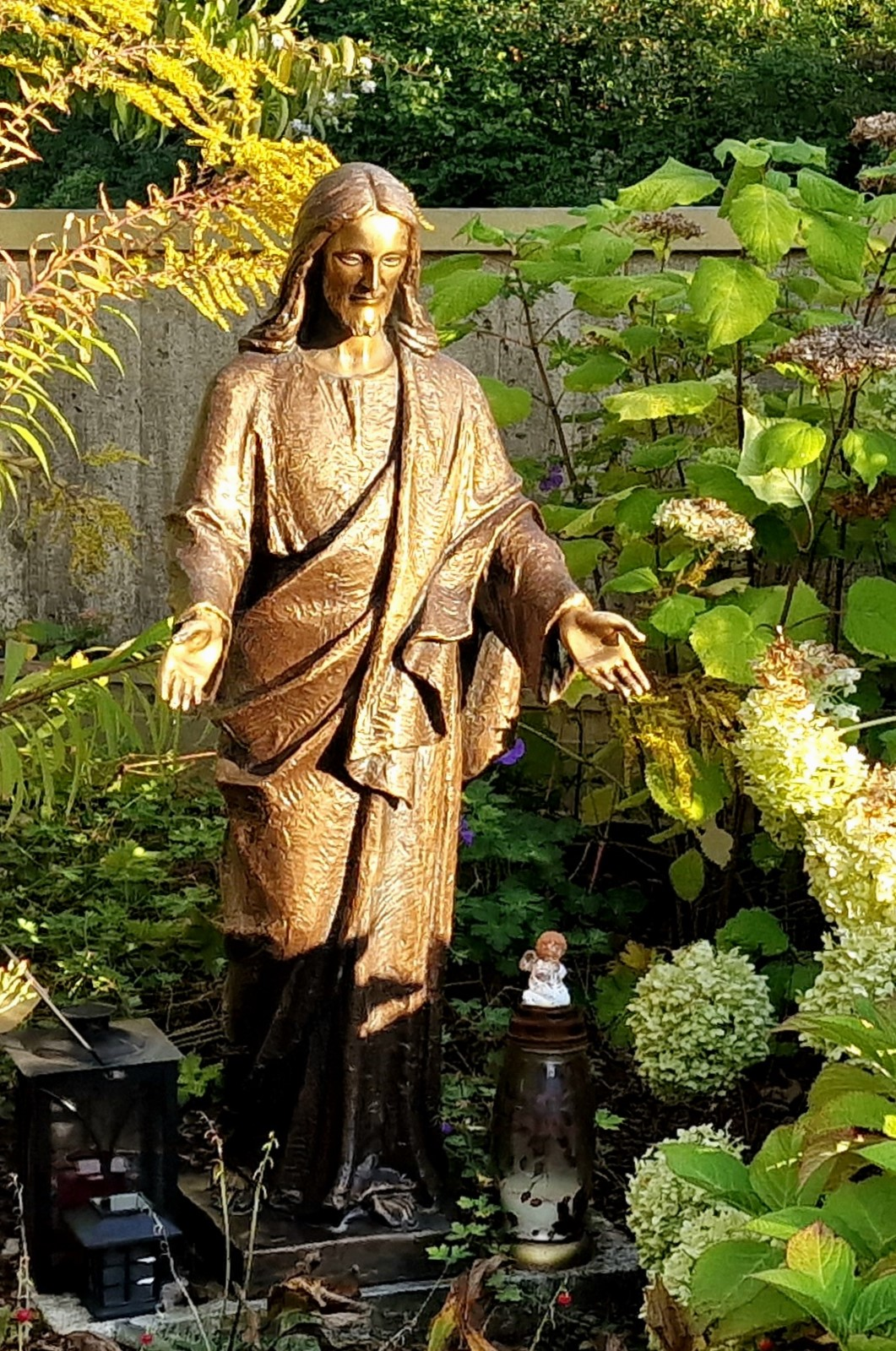
Christus-Statue

In den zahlreichen Abteilungen des Friedhofes – darunter beispielsweise eine für Muslime – wurden bis Mitte der 2020er Jahre mehr als 10.000 Beisetzungen durchgeführt, darunter für bekannte Persönlichkeiten wie beispielsweise
- die anonym beigesetzte Porträt- und Landschaftsmalerin Anni Feistkorn (1906–1996)[2]
- den ebenfalls anonym bestattete Maler, Glasmaler, Plastiker, Illustrator und Restaurator Kurt Mannig (1912–1996).[2]

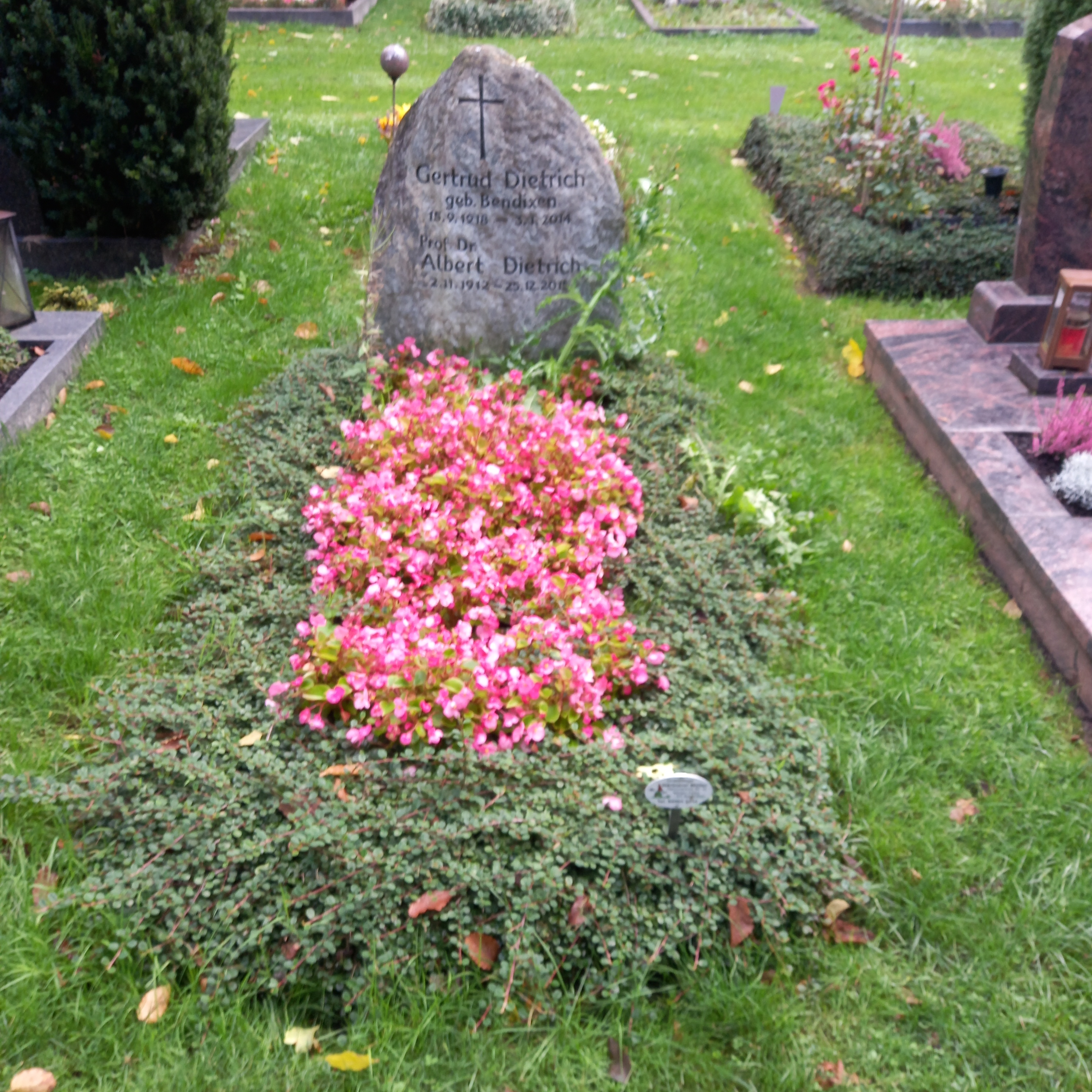
Grabstein für den Orientalisten and Arabisten Albert Dietrich und dessen Ehefrau Gertrud
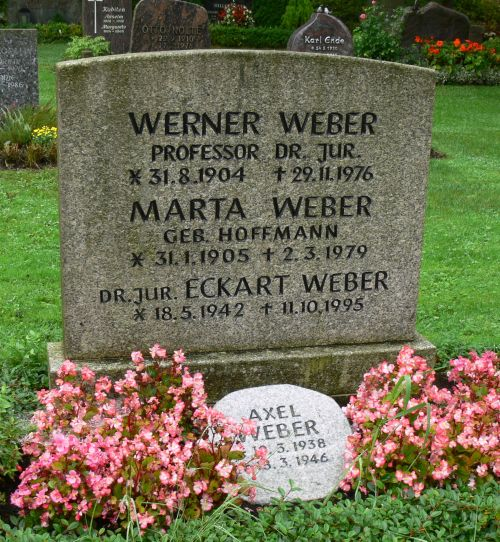
Grabdenkmal für die Familie des Juristen Werner Weber
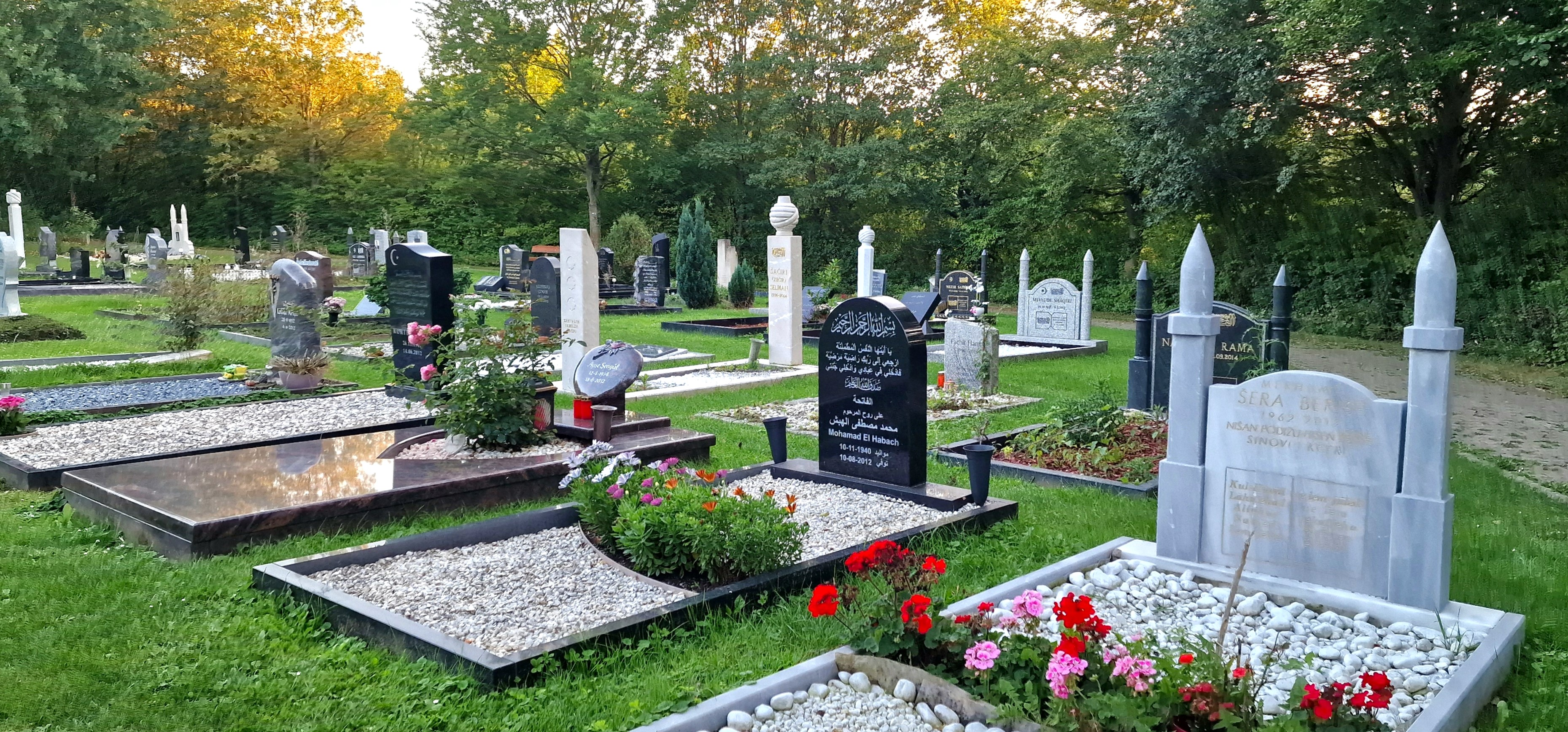
Muslimisches Gräberfeld
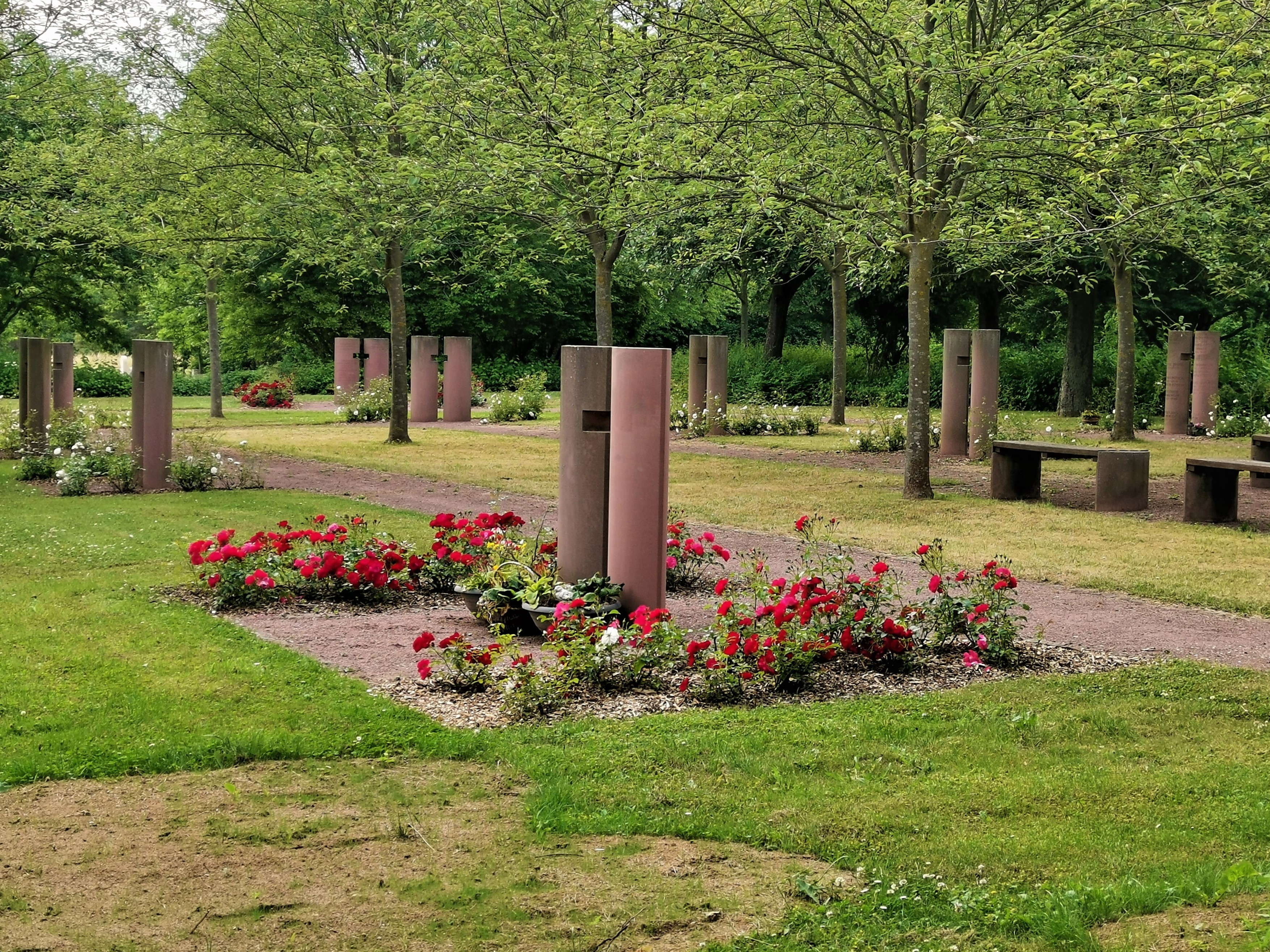
Stelen aus Sandstein
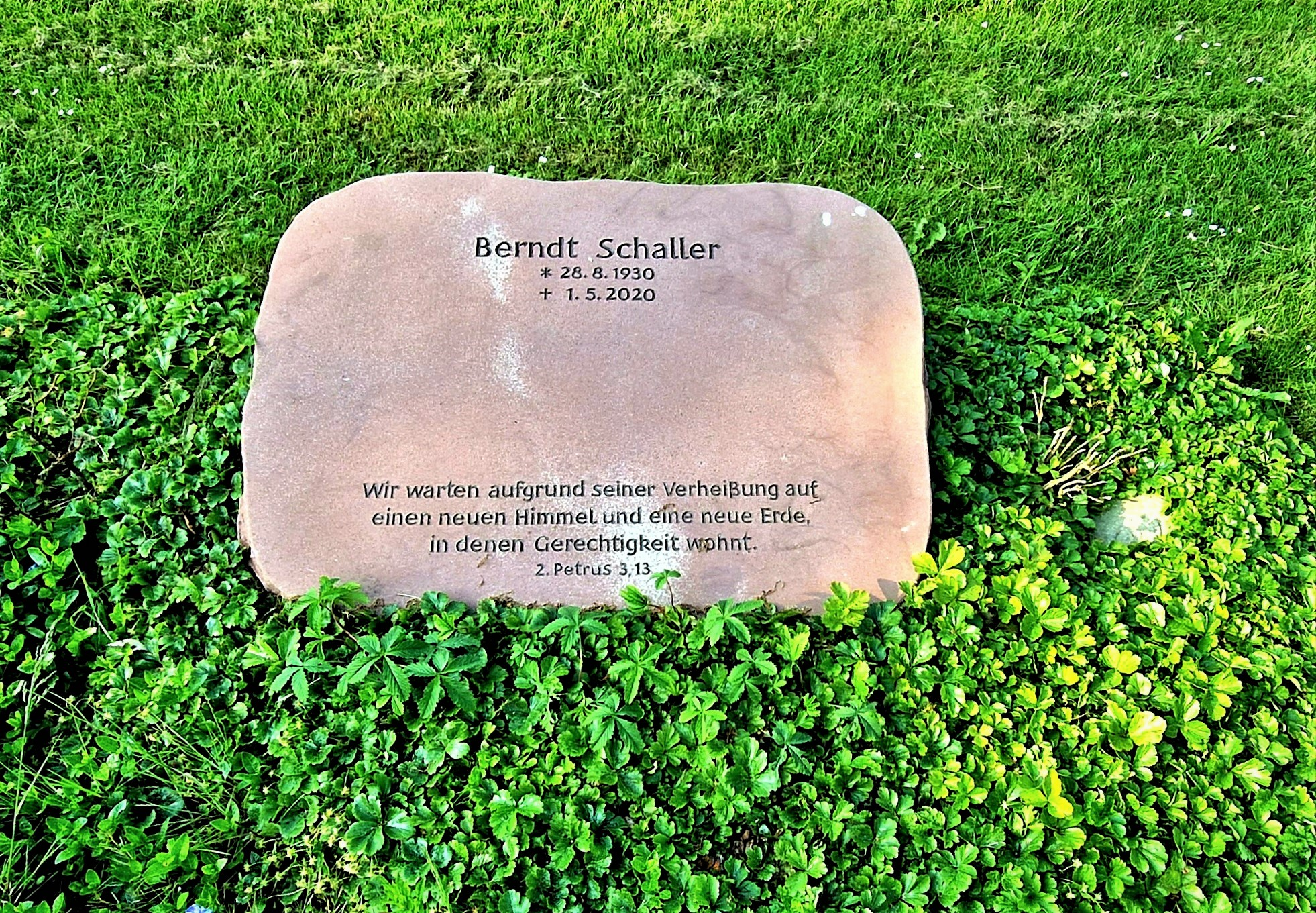
Liegender Stein für den Theologen und Judaisten Berndt Schaller
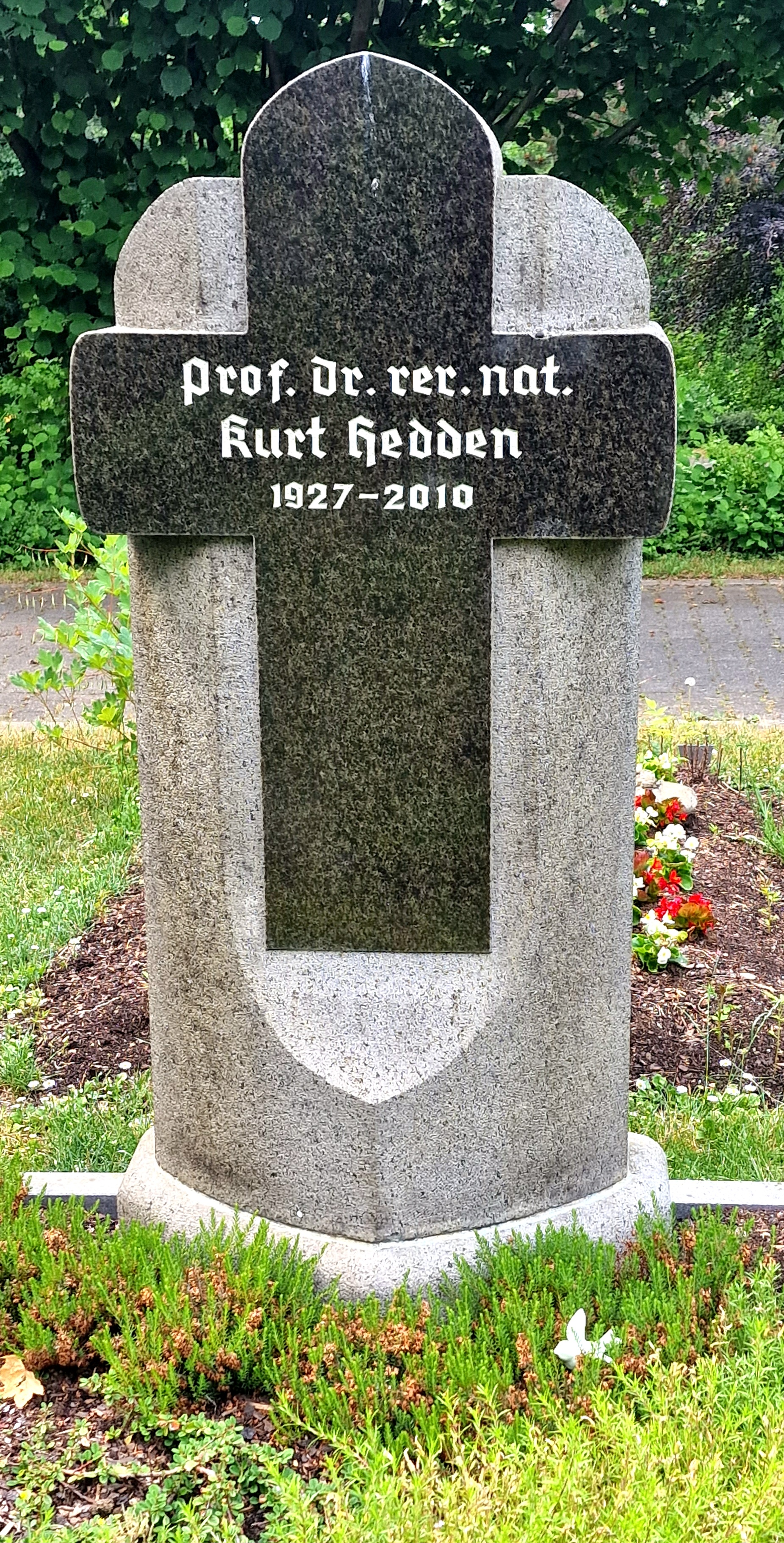
Grabkreuz für den Brennstofftechniker Kurt Hedden